# David ben Samuel ha-Levi
David ben Samuel ha-Levi (geb. um 1586 in Ludmir in Wolhynien; gest. 31. Januar 1667 in Lemberg; bekannt als Tas oder Ture Sahaw, Akronym Tas nach seinem Werk Ture Sahaw, einem bedeutenden halachischen Kommentar zum Schulchan Aruch) war ein Rabbiner und als solcher eine der größten polnischen rabbinischen Autoritäten. Er war auch Mohel.

## Leben
Seine Ausbildung erhielt er in erster Linie von seinem Bruder, dem Rabbiner Isaac ben Samuel ha-Levi. Nachdem er die Tochter des Rabbiners Joel Serkes aus Brest, der auch als Bach (ב "ח) bekannt war, zur Frau genommen und für einige Jahre bei seinem Schwiegervater, den er in seinen Werken auch häufig zitiert, residiert hatte, zog er nach Krakau. Anschließend wurde er zum Rabbiner von Potelytsch, bei Rawa-Ruska, berufen, wo er in Armut lebte. Später zog er für mehrere Jahre nach Posen und 1641 als Rabbiner nach Ostrog. In Ostrog gründete er eine Jeschiwa und schrieb sein bekanntestes Werk Ture Sahaw („Schilde von Gold“), ein Kommentar zum Schulchan Aruch, welches er 1646 in Lublin veröffentlichte und als eine der höchsten Instanzen der Zeremonialgesetze akzeptiert wurde. 1648 floh er mit seiner Familie vor den von den Kosaken während des Chmelnyzkyj-Aufstandes verübten Verbrechen nach Steinitz, in Mähren.
Er kehrte später, da er sich in Mähren nicht wohlfühlte, zurück nach Polen und ließ sich in Lemberg nieder. Dort wurde er oberster Richter des Beth Din und wurde, nachdem der Großrabbiner in Lemberg, Meïr Sack, 1653 verstorben war, dessen Nachfolger.